# 금강막기
금강막기(Geumgangmakgi)는 올려막기와 내려막기(또는 바깥막기)가 함께 어우러지는 태권도(Taekwondo 跆拳道)의 기술이다.  손날금강막기, 학다리금강막기등의 여러 동작으로 응용된다.
한편 금강막기는 한반도 고유의 역사적 유물등에서 기록되고 현존하는 바와 같이 한민족 전통의 무예 원형의 하나로 평가받는다.

## 손날금강막기
손날금강막기는 태권도에서 사용하는 막기 기술 가운데 하나이며  품새(자세)이다. 막는 손은 손날 모양을 한 상태에서 한 손은 아래 막기를 하고 다른 손은 얼굴 막기를 하는 자세이다. 뒷굽이를 하여 아래 막기를 할 때는 손을 대퇴부 위쪽에 위치하게 한다.

## 막기
한편 대한태권도협회(KTA)에서는 막기를 "손이나 팔, 발이나 다리로 상대방의 공격을 차단하여 주요 신체 부위를 보호하는 기술. 상대방의 공격에 맞서거나 쳐내는 '쳐막기'가 일반적이나, 경우에 따라서는 충격을 흡수하는 '받아막기', 공격을 미리 차단하는 '걸어막기', 밀어 내어 공격의 진행 방향을 바꾸는 '걷어막기' 등으로 활용한다." 라고 정의하고 있다.

## 금강
국기원에서 공인한 9품새중 금강 품새는 금강막기를 주요한 동작으로 응용한 예를 잘보여준다.

## 같이 보기
- 금강역사

## 참고
- (우리말샘) 손날금강막기,품새 등
- WTA 3급 태권도지도자연구 교재 2015
- 국기원 태권도 교본2 2006
- 국기원 기술용어집 2010 - http://www.kukkiwon.or.kr/etribe/kor/front/education/word/terms_2011.pdf 보관됨 2021-07-30 - 웨이백 머신

1. ↑  성언화(Seong Eon hwa), 김영인(Kim Young in). (2012). 태권도 품새 학다리금강막기에 관한 연구. 세계태권도문화학회지, (5): 1-56
2. ↑  [참고](Taekwondo 跆拳道)KTA 국가대표 품새시범 - 금강 태권도 품새 , 시연자 황초롱,장재욱,이숙경- https://www.youtube.com/watch?v=ZwO4M_IXKXY